# Ортале
Ортале (фр. Ortale, корс. Ortale) — коммуна во Франции, находится в регионе Корсика. Департамент коммуны — Верхняя Корсика. Входит в состав кантона Кастаньичча. Округ коммуны — Корте.
Код INSEE коммуны — 2B194.

## Население
Население коммуны на 2008 год составляло 29 человек.
| 1962 | 1968 | 1975 | 1982 | 1990 | 1999 | 2008 |
| ---- | ---- | ---- | ---- | ---- | ---- | ---- |
| 69   | 84   | 64   | 55   | 17   | 25   | 29   |

## Экономика
В 2007 году среди 26 человек в трудоспособном возрасте (15—64 лет) 20 были экономически активными, 6 — неактивными (показатель активности — 76,9 %, в 1999 году было 61,5 %). Из 20 активных работали 14 человек (9 мужчин и 5 женщин), безработных было 6 (2 мужчины и 4 женщины). Среди 6 неактивных 2 человека были учениками или студентами, 3 — пенсионерами, 1 был неактивным по другим причинам.